# Federico Hott
Federico (Fritz) Hott Schencke (n. Osorno, Chile; 3 de julio de 1868 - f. Osorno, Chile; 20 de mayo de 1934) fue un destacado agricultor, empresario y político chileno de origen alemán, es reconocido por haber ejercido durante un largo periodo como Alcalde de la ciudad de Osorno, sur de Chile.

## Reseña biográfica
Descendiente de inmigrantes germanos, Federico Hott nació en Osorno e hizo sus estudios en el colegio alemán local. De acuerdo con sus biografías, al parecer no tuvo formación universitaria, dedicándose desde joven a la actividad agrícola y empresarial, todo ello en el contexto de la llegada del ferrocarril a Osorno y el boom de la explotación silvoagropecuaria en la zona durante las primeras décadas del siglo XX.
Como militante del Partido Radical, la intervención de Hott en la escena política local comenzó el año 1902 cuando asumió como segundo Alcalde de Osorno, cargo que mantuvo hasta 1912 cuando fue elegido primer Alcalde, siendo reelecto sucesivamente hasta concluir su último mandato en 1928. Las fuentes de información de la época subrayaron el prolongado tiempo de Hott en la dirección del municipio, elogiando además su capacidad de administración en materias tales como las finanzas municipales y la modernización urbana de Osorno, todo lo cual coincidía con la saludable situación económica regional ligada al auge silvoagropecuario.
Además de su rol político, Federico Hott destacó como próspero empresario e influyente miembro de instituciones como el Club Alemán y la Sociedad Agrícola y Ganadera de Osorno, SAGO, entre otras. Hott dejó de existir en Osorno el 20 de mayo de 1934, descansando sus restos junto a los de su familia en el cementerio alemán de esta ciudad. Su nombre hoy es recordado a través de una población ubicada en el sector oriente de Osorno, construida entre los años 1945-1950 por la Caja de Habitación Popular, además de un club deportivo local.
Desde un punto de vista historiográfico se puede considerar a Federico Hott como un sujeto social representativo del contexto donde se desenvolvió. Entre otros aspectos, fue miembro notable del grupo dirigente o élite chileno-alemana de la zona comprendida entre Valdivia y Llanquihue, demostrando además un quehacer y liderazgo multifacético en los ámbitos político, económico y social.